# かもめ (チェーホフ)
『かもめ』（ロシア語: «Чайка» チャイカ）は、ロシアの作家アントン・チェーホフの戯曲である。初演は1896年。チェーホフの劇作家としての名声を揺るぎないものにした代表作であり、ロシア演劇・世界の演劇史の画期をなす記念碑的な作品である。後の『ワーニャ伯父さん』、『三人姉妹』、『桜の園』とともにチェーホフの四大戯曲と呼ばれる。 その重々しい動きの少なさから、「5プードの恋」とチェーホフは述べた。

## 概説

### 創作・上演の経緯

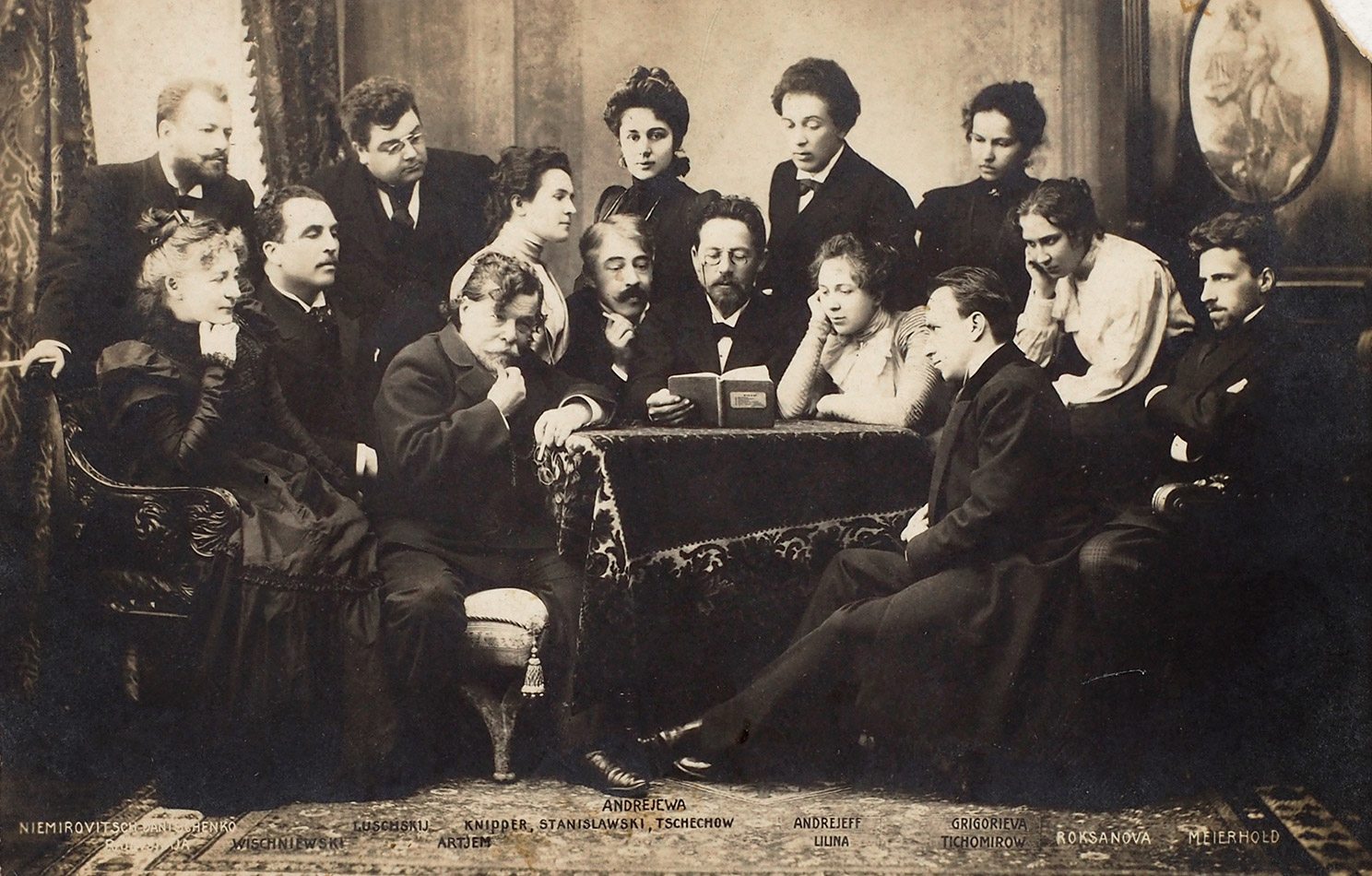
モスクワ芸術座団員とともに『かもめ』を読むチェーホフ。中央で戯曲を読むのがチェーホフ、左隣にスタニスラフスキー、右端はメイエルホリド

湖畔の田舎屋敷を舞台に、芸術家やそれを取り巻く人々の群像劇を通して人生と芸術とを描いた作品で、1895年の晩秋に書かれた。『プラトーノフ』（学生時代の習作）、『イワーノフ』、『森の精』（後に『ワーニャ伯父さん』に改作）に続く長編戯曲で、「四大戯曲」最初の作品である。
初演は1896年秋にサンクトペテルブルクのアレクサンドリンスキイ劇場で行われたが、これはロシア演劇史上類例がないといわれるほどの失敗に終わった。その原因は、当時の名優中心の演劇界の風潮や、この作品の真価を理解できなかった俳優や演出家にあるともいわれている。チェーホフは失笑の渦と化した劇場を抜け出すと、ペテルブルクの街をさまよい歩きながら二度と戯曲の筆は執らないという誓いを立てた。妹のマリヤは後のチェーホフの結核の悪化の原因をこの時の秋の夜の彷徨に帰している。
しかし2年後の1898年、設立間もないモスクワ芸術座が逡巡する作者を説き伏せて再演した。主な配役は次の通り。
- トレープレフ: フセヴォロド・メイエルホリド
- アルカージナ: オリガ・クニッペル
- ニーナ: マリヤ・ロクサーノヴァ
- トリゴーリン: コンスタンチン・スタニスラフスキー

俳優が役柄に生きる新しい演出がこの劇の真価を明らかにし、今度は逆に大きな成功を収めた。この成功によりチェーホフの劇作家としての名声は揺るぎないものとなり、モスクワ芸術座はこれを記念して飛翔するかもめの姿をデザインした意匠をシンボル・マークに採用した。

### 作品
主要な登場人物の一人であるニーナにはモデルがあり、妹のマリヤの友人のリジヤ・ミジーノワがその人である。リカと呼ばれたこの女性はチェーホフ家に出入りするうちにチェーホフに恋したが報われず、チェーホフ家で出会った別の妻子ある作家、イグナーチイ・ポターペンコと駆け落ちした。娘も生まれたもののやがてポターペンコに捨てられ、まもなくその娘にも死なれたこの女性をめぐる顛末が劇中のニーナの悲恋の元になっている。
このほかにも『かもめ』には作者の身辺に実際に起きた出来事がいくつも盛り込まれており、チェーホフの「最も私的な作品」とも呼ばれている。第3幕でニーナがトリゴーリンに作品のタイトルとページ数を記したロケットを贈るシーンは、チェーホフと一時恋愛関係にあった人妻の女流作家、リジヤ・アヴィーロワから実際にそうしたロケットを贈られた出来事を元にしている。また、劇中でトリゴーリンやコスチャなどによってたたかわされる芸術論はしばしば作者自身の芸術観を代弁するものとなっており、特にトリゴーリンが吐露する作家生活の内情はチェーホフ自身の姿が投影されたものである。
第1幕で上演されるコスチャの劇中劇は当時流行していたデカダン芸術のパロディといわれている。この劇中劇が受ける冷笑的な扱いは作者自身のこうした芸術への態度の表れでもあり、チェーホフは以前にも短篇小説「ともしび」（1888年）で登場人物にこうした虚無的思想傾向への批判を語らせていた。
ニーナがたどった運命と同様のテーマは、すでに中期の小説「退屈な話」（1889年）でも扱われていた。そこではやはり女優志望の若い娘、カーチャが挫折して絶望に陥り、養父の老教授に「私はこれからどうすればいいのか」と尋ねたのに対し、老教授は「私にはわからない」としか答えられず、カーチャは寂しく立ち去っていった。この結末は人生の意義を見失い疲弊した当時のチェーホフの心境を映し出すものでもある。
しかし『かもめ』におけるニーナはカーチャとは異なり、終幕において自分の行くべき道を見出している。名声と栄光にあこがれて女優を志したニーナが全てを失った後に終幕で語る忍耐の必要性は、まさにチェーホフが苦悶の末にたどり着いた境地にほかならない。カーチャからニーナへの成長は、サハリン島旅行（1890年）を経て社会的に目覚めていったチェーホフの進境を示すものであり、本作に提示された忍耐の必要性というテーマはさらに「絶望から忍耐へ」、「忍耐から希望へ」というモティーフへと発展を遂げ、後の作品に引き継がれていくことになる。

## 登場人物

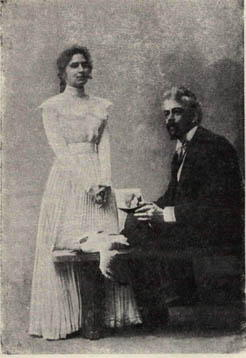
モスクワ芸術座による再演でニーナを演じたロクサーノヴァ（左）とトリゴーリンを演じたスタニスラフスキー。

コンスタンチン・ガヴリーロヴィチ・トレープレフ
コスチャ。作家志望の青年。
イリーナ・ニコラーエヴナ・アルカージナ
トレープレフの母。大女優。
ボリス・アレクセーエヴィチ・トリゴーリン
流行作家。アルカージナの愛人。
ニーナ・ミハイロヴナ・ザレーチナヤ
裕福な地主の娘。女優志望。
ピョートル・ニコラーエヴィチ・ソーリン
アルカージナの兄。
イリヤ・アファナーシエヴィチ・シャムラーエフ
ソーリン家の支配人。退役中尉。
ポリーナ・アンドレーエヴナ・シャムラーエワ
シャムラーエフの妻。
セミョーン・セミョーノヴィチ・メドヴェージェンコ
教師。
エヴゲーニイ・セルゲーエヴィチ・ドールン
医師。
マリヤ・イリイニチナ・シャムラーエワ
マーシャ。シャムラーエフの娘。いつも黒い服を着ている。
ヤーコフ
下働きの男。
料理人
小間使い

## あらすじ

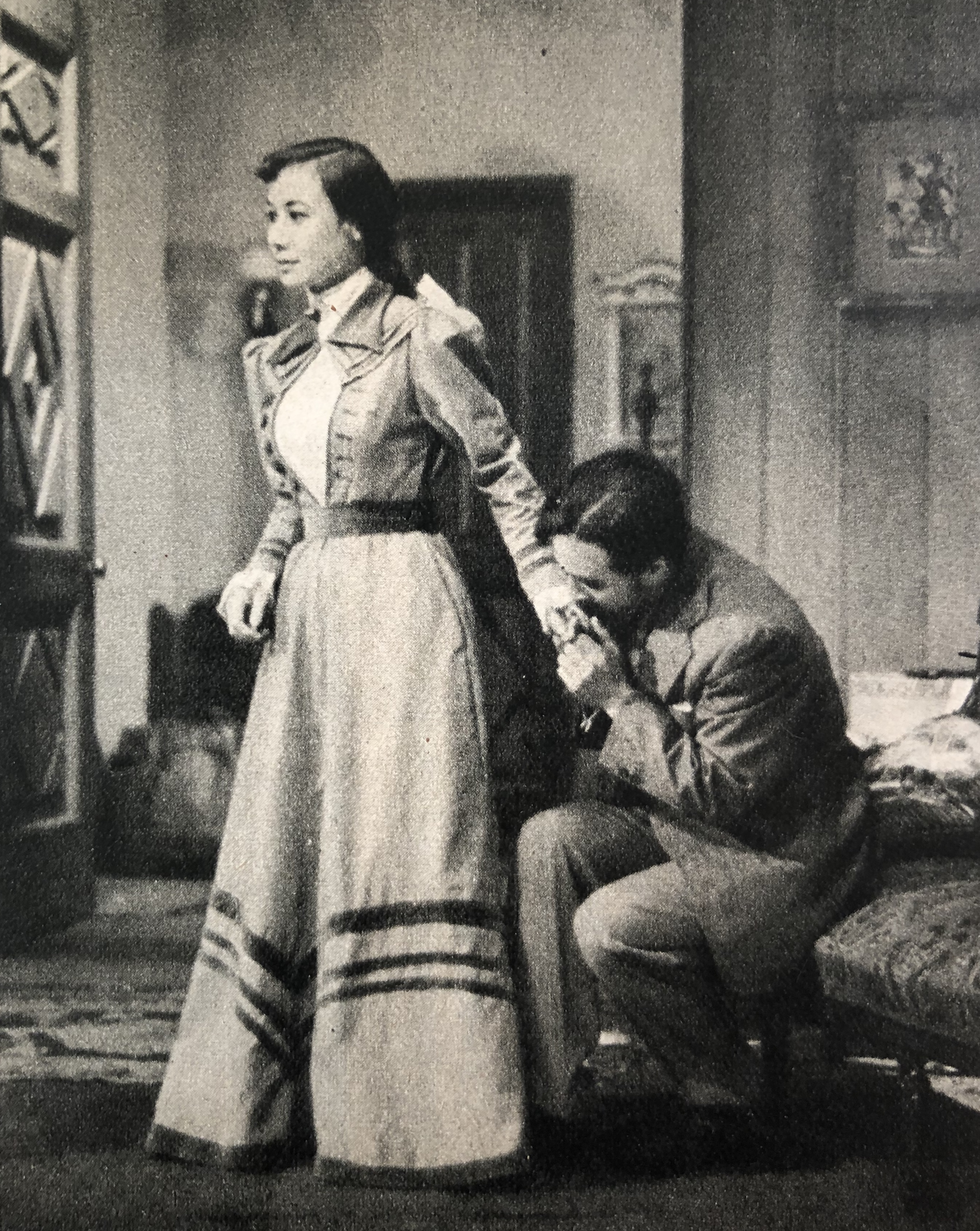
ニイナ役の楠田薫、トリゴーリン役の滝沢修（俳優座劇場、1954年）

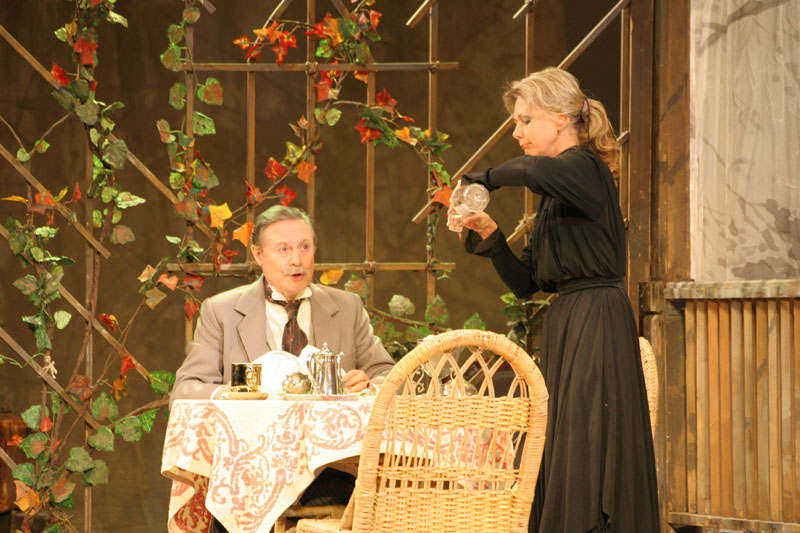
トリゴーリン役のユーリー・ソローミン（マールイ劇場、2008年）

### 第1幕
ソーリンの湖畔の領地、湖に面した屋外に急設された舞台の前。アルカージナが愛人のトリゴーリンとともに久しぶりに滞在している。コスチャが恋人のニーナを主役に据えた劇の上演を準備している。
メドヴェージェンコがマーシャに言い寄るが、マーシャはつれない。コスチャはソーリンに母への鬱屈した思いや芸術の革新の必要性について語る。「必要なのは新しい形式です。それがないくらいなら、何にもない方がましです」
両親の厳しい監視の目を抜け出してきたニーナが到着する。コスチャは二人きりになるとニーナにキスする。ポリーナとドールンが連れ立って現れる。ポリーナはドールンに色目を使うがドールンはやり過ごす。さらにアルカージナやトリゴーリンなど一同も姿を現し、観客が揃う。
折よく月も顔を出し、いよいよコスチャの劇が幕を開ける。「人も獅子も鷲も鸚鵡も、生きとし生けるものはみな、悲しい循環を終えて消えてしまった。もう何十万年もの間、大地は生命を宿すこともない…」
しかしアルカージナはコスチャの試みをまじめに受け取ろうとせず、芝居の趣向を揶揄する。度重なる嘲笑にコスチャはかっとなって芝居を中断し、いたたまれなくなって姿を消す。ニーナは芝居を続けなくてよくなったらしいことを確認すると一同の前に現れる。一同はニーナを喝采で迎え、アルカージナはぜひとも女優になるべきだとそそのかし、トリゴーリンに引き合わせる。
やがて一同が去り、ドールンが一人残っているところにコスチャが現れる。ドールンはコスチャの劇に可能性を感じたことを話し、創作を続けるよう励ます。感激して涙ぐむコスチャだが、ニーナが家に帰ったことを聞かされると打ちひしがれる。コスチャを探していたマーシャが現れて家に帰るよう言い聞かされるが、コスチャは邪険にはねつけて去っていく。マーシャはドールンにコスチャを愛していることを打ち明ける。

### 第2幕
真昼の屋外。
アルカージナ、ドールン、マーシャが話している。厳しい両親が旅行に出て束の間の自由を手にしたニーナがソーリンなどとともに現れる。アルカージナは外出用の馬車をめぐって支配人のシャムラーエフと口論になり、アルカージナは泣き出してモスクワへ帰ると言い出す。ポリーナは相変わらずドールンに言い寄っている。
一人になったニーナのもとに銃を持ったコスチャが現れ、撃ち落としたかもめをニーナの足元に捧げる。「今に僕はこんなふうに自分を撃ち殺すのさ。」コスチャは芝居の失敗の後に心変わりしたニーナを詰るが、ニーナは冷たく突き放す。トリゴーリンが現れるのを見たコスチャは立ち去る。
ニーナは名声への憧れをトリゴーリンに語る。「有名ってどんな心地がするものなんでしょう? ご自分が有名であることをどうお感じになります?」それに対しトリゴーリンは作家として生きることの苦渋に満ちた感慨を吐露する。「昼も夜も、一つの考えが頭から離れないのです。書かなければならん、書かなければならん、書かなければ…。何というすさんだ人生でしょう」
トリゴーリンはふと撃ち落とされたかもめに目を止めると、新しい短編の題材を思いつき手帳に書きとめる。「湖のほとりにあなたみたいな若い娘がかもめのように自由で幸せに暮らしている。ところがふとやってきた男が退屈まぎれにその娘を破滅させてしまう。このかもめのように」
アルカージナが現れ、モスクワへの出立を取りやめたことを告げる。

### 第3幕
ソーリン家の食堂、昼前。コスチャは自殺未遂をした後、トリゴーリンに決闘を申し込む騒ぎを起こしている。アルカージナはニーナとトリゴーリンを引き離すためにトリゴーリンとともにモスクワへ帰る算段をしている。
食事をするトリゴーリンに、マーシャがメドヴェージェンコと結婚する決意をしたことを打ち明ける。「この恋を胸から根こそぎ引き抜いてみせますわ。」
トリゴーリンが食事を済ませるとニーナがロケットを贈る。ロケットには彼の著作のタイトルとページ数、行数が書かれている。トリゴーリンは書棚に自分の本を探しに行く。
コスチャはアルカージナに包帯を取り替えてもらいながら打ち解けて話すが、話題がトリゴーリンのことに移ると途端に激しい口論になってしまう。泣き出すコスチャとなだめるアルカージナ。アルカージナはコスチャに決闘は思いとどまるよう諭す。
トリゴーリンは本の該当の場所を探し当てる。「もしいつか私の命が必要になったら、いつでも差し上げます。」トリゴーリンは滞在を引き延ばそうとするが、アルカージナはうまく丸め込んでその日のうちに発つことを承諾させる。
モスクワに発とうとするトリゴーリンに、ニーナは自分もモスクワに出て女優になる決心をしたことを告げる。トリゴーリンは自分のモスクワでの連絡先を教える。二人は長いキスを交わす。

### 第4幕
2年後、ソーリン家の客間。現在はコスチャの書斎として使われている。コスチャは作品が首都の雑誌に掲載されるようになり、気鋭の作家として注目を集めるようになっている。
メドヴェージェンコがマーシャに家へ帰って赤ん坊の面倒を見なければ、とさとすがマーシャは取り合わない。ポリーナは今もコスチャへの思いを捨て切れずにいる娘を不憫に思い、仲を取り持とうとするがコスチャの機嫌を損ねてしまう。マーシャは母の余計なお節介を詰る。「胸の中に恋が芽生えてきたら、捨ててしまうだけのことよ。」
コスチャはドールンに尋ねられニーナのその後を話して聞かせる。ニーナはトリゴーリンと一緒になり、子供をもうけたもののトリゴーリンに捨てられ、子供にも死なれてしまっている。女優としても芽が出ず、今は地方を巡業して回る日々を過ごしている。「手紙にはいつもかもめと署名してあるんです。彼女は今この近くにいますよ。」
ソーリンの容体が悪くなったために呼び寄せられたアルカージナがトリゴーリンとともに訪ねてくるが、ソーリンは小康を得ていて一同はロトに興ずる。シャムラーエフがトリゴーリンにコスチャが撃ったかもめを剥製にするよう頼まれていたことを話題にするが、トリゴーリンは思い出せない。
やがて一同は食事のために部屋を出ていくが、コスチャは一人残り仕事を続ける。かつて新しい形式の必要を訴えていたコスチャは、今では自分が型にはまりつつあることを感じとる。「問題は新しいとか古いとかいう形式にあるのではなくて、形式になんかとらわれずに書く、魂から自由にあふれ出るままに書くということなんだ。」
そこへ巡業で近くまで来ていたニーナが訪ねてくる。病的に張りつめた様子のニーナは何度も「私はかもめ」と繰り返し、トリゴーリンとのいきさつをほのめかす一方で、その度に「私は女優」と言い直す。「大切なのは名誉でもなければ成功でもなく、また私がかつて夢見ていたようなものでもなくて、ただ一つ、耐え忍ぶ力なのよ。私は信じているからつらいこともないし、自分の使命を思えば人生もこわくないわ。」片やコスチャは今も信じるべきものを見つけ出すことができずにいる。「僕には信じるものもなく、何が自分の使命なのかもわからずにいるんだ。」
何か食べるものを、というコスチャの申し出を断り、懐かしむように2年前の失敗した芝居のセリフをひとしきりそらんじてみせると、ニーナはコスチャを抱き締め、外へ駈け去っていく。コスチャはしばらくの沈思の後に自分の原稿を尽く引き裂き、部屋の外へ出て行く。
食事を終えた一同が部屋に戻るとシャムラーエフが完成したかもめの剥製を見せるが、それでもトリゴーリンは思い出せない。やがて外で一発の銃声が鳴り響く。調べに出て戻って来たドールンは「エーテルの薬瓶が破裂した」と説明して怯えるアルカージナを落ち着かせたあと、トリゴーリンに小声で「コンスタンチン・トレープレフが自分自身を撃った」と告げる。

## 本稿の参照文献
- 神西清訳 『かもめ・ワーニャ伯父さん』 新潮文庫、改版2004年。解説池田健太郎

## 近年刊の日本語訳書
- 浦雅春訳『かもめ』 岩波文庫[3]、2010年
- 沼野充義訳『かもめ』 集英社文庫、2012年
- 中本信幸訳『かもめ』 新読書社（新書版）、2006年
- 堀江新二訳『かもめ　四幕の喜劇』 群像社<ロシア名作ライブラリー>、2002年
- 内田健介訳『かもめ』 論創社〈注釈付 近代古典劇翻訳〉、2022年（上演用訳書）
- 小田島雄志訳『かもめ　ベスト・オブ・チェーホフ』 白水社<白水Uブックス>、1998年（英訳版をもとにした上演用訳書）
- 松下裕訳『チェーホフ戯曲選』 水声社、2004年。旧版は『チェーホフ全集（11）』（筑摩書房＋ちくま文庫）

## 映画
映画化された作品は以下の通り。
- 『The Sea Gull』（1968年、 イギリス/ アメリカ合衆国/ ギリシャ、監督：シドニー・ルメット）[4]
- 『チェホフのかもめ（英語版、ロシア語版）』（1971年、 ソビエト連邦、監督：ユーリー・カラーシク（ロシア語版））[5]
- 『リリィ』（2003年、 フランス/ カナダ、監督：クロード・ミレール） ※設定を現代（公開当時）のフランスに置き換えている。
- 『かもめ』（2018年、 アメリカ合衆国、監督：マイケル・メイヤー（英語版）） ※日本劇場未公開、WOWOWにて放映[6][7]。

## 日本での上演例
この項では、日本での舞台公演について記述する。
日本での初演は1922年の研究座公演で、ニーナ役を水谷八重子が務めた。
日本でもプロ・アマ問わず数多く上演されているが、主な上演は以下の通り。
|                             | トレープレフ | アルカージナ | トリゴーリン | ニーナ                | 演出家                       |
| --------------------------- | ------------ | ------------ | ------------ | --------------------- | ---------------------------- |
| 1950年 （劇団民藝）         | 宇野重吉     | 北林谷栄     | ??           | 奈良岡朋子            | 岡倉士朗                     |
| 1954年                      | 宇野重吉     | 東山千栄子   | 滝沢修       | 楠田薫                | 千田是也                     |
| 1977年 （文学座）           | 角野卓造     |              |              |                       | 加藤新吉                     |
| 1980年 （劇団四季）         | 市村正親     | 藤野節子     | 日下武史     | 久野綾希子            | アンドレイ・シェルバン       |
| 1994年 (ひょうご舞台芸術)   | 井上倫宏     | 冨士眞奈美   | 沢田研二     | 神野三鈴              | 井上思                       |
| 1999年 （Bunkamura）        | 髙橋洋       | 原田美枝子   | 筒井康隆     | 宮本裕子              | 蜷川幸雄                     |
| 1999年 （Bunkamura）        | 岡本健一     | 樋口可南子   | 串田和美     | 千ほさち              | 岩松了                       |
| 2002年 （新国立劇場）       | 北村有起哉   | 三田和代     | 益岡徹       | 田中美里              | マキノノゾミ                 |
| 2004年 （TPT）              | 藤沢大悟     | 佐藤オリエ   | 木村健三     | 郡山冬果              | 熊林弘高                     |
| 2008年 （ホリプロ）         | 藤原竜也     | 麻実れい     | 鹿賀丈史     | 美波                  | 栗山民也                     |
| 2013年 （シス・カンパニー） | 生田斗真     | 大竹しのぶ   | 野村萬斎     | 蒼井優                | ケラリーノ・サンドロヴィッチ |
| 2014年 （宝塚歌劇団星組）   | 礼真琴       | 音花ゆり     | 天寿光希     | 城妃美伶              | 小柳奈穂子                   |
| 2016年 （東京芸術劇場）     | 坂口健太郎   | 佐藤オリエ   | 田中圭       | 満島ひかり            | 熊林弘高                     |
| 2017年 （無名塾）           | 鎌倉太郎     | 岡本 舞      | 長森雅人     | 山本雅子              | 江間直子                     |
| 2021年 （俳優館）           | 菅沼翔也     | 中田裕子     | 平塚直隆     | 廣瀬菜都美 元山未奈美 | 八代将弥                     |